# Тазобедренный сустав
Та́зобе́дренный суста́в (лат. articulatio coxae) — чашеобразный, многоосный сустав, образованный полулунной поверхностью вертлужной впадины тазовой кости и суставной поверхностью головки бедренной кости. Вертлужная губа, сращённая с краем вертлужной впадины, углубляет последнюю.
В тазобедренном суставе осуществляются движения:
- фронтальная ось — сгибание и разгибание,
- сагиттальная ось — отведение и приведение,
- вертикальная ось — наружная и внутренняя ротация.

Кроме того, чашеобразная поверхность сустава позволяет осуществлять круговое вращение бедра (лат. circumductio).

## Анатомия
Суставная капсула к тазовой кости прикрепляется по окружности вертлужной впадины, оставляя вертлужную губу внутри полости сустава. К бедренной кости капсула прикрепляется спереди вдоль межвертельной линии, сзади — немного отступая кнутри от межвертельного гребня. Таким образом, шейка бедра располагается в суставной полости.
Связка головки бедра (лат. ligaméntum cápitis fémoris), находящаяся внутри суставной капсулы, препятствует чрезмерному приведению и наружной ротации бедра. Кроме этой связки тазобедренный сустав укреплён несколькими толстыми, прочными связками, расположенными как в толще капсулы, так и на её поверхности, а именно:
Подвздошно-бедренная связка(lig.iliofemorale)
Лобково-бедренная связка(lig.pubofemorale)
Седалищно-бедренная связка(lig.ischiofemorale)
Связка головки бедренной кости(lig.capitis femoris)
Круговая зона

## Кровоснабжение
Медиальная и латеральная артерии, огибающие бедренную кость (из глубокой артерии бедра); вертлужная ветвь запирательной артерии и ветви нижней и верхней ягодичных артерий (из внутренней подвздошной артерии).

## Венозный отток
Венозный отток в конечностях делится на поверхностные и глубокие вены. Так, в нижней конечности, отток начинается с тыльных пальцевых вен, которые впадают в тыльную венозную дугу стопы. Далее, из дуги берут начало медиальная и латеральная краевые вены. Первая продолжается в большую подкожную вену ноги, другая в малую одноименную.

## Лимфоотток
Отток лимфы осуществляется по глубоким лимфатическим сосудам к глубоким паховым лимфатическим узлам.

## Иннервация
Тазобедренный сустав имеет иннервацию, которая осуществляется за счет нервов надкостницы, околосуставных сосудисто-нервных образований, а также веточек крупных нервных стволов: бедренного, седалищного, запирательного, верхнего ягодичного, нижнего ягодичного и срамного нервов. Задненижний отдел суставной капсулы иннервируется веточками седалищного нерва, а также верхнего ягодичного и срамного, передняя часть - суставной ветвью запирательного нерва. Круглая связка и жировая подушка иннервируются задней ветвью запирательного нерва. Кроме того, в иннервации указанных структур могут участвовать ветви бедренного и верхнего ягодичного нервов.